# Данія на Євробаченні Юних Музикантів
Данія брала участь у Євробаченні Юних Музикантів, що проводиться кожні два роки, шість разів починаючи з 1986 року.
У 1982 та 1984 роках, Данія разом з Норвегією, Швецією та Фінляндією відправляла спільного учасника на конкурс. Країни були представлені індивідуально після запровадження півфіналу в 1986 році.

## Учасники
Умовні позначення
     Переможець
     Друге місце
     Третє місце
     Не пройшла до фіналу
     Участь скасовано
     Не брала участі
| Рік                               | Місце проведення | Учасник             | Інструмент | Фінал                      | Півфінал |
| --------------------------------- | ---------------- | ------------------- | ---------- | -------------------------- | -------- |
| 1986                              | Копенгаген       | Янні Томсен         | Флейта     | Не вдалося кваліфікуватися | -        |
| 1988                              | Амстердам        | Ніколай Цнайдер     | Скрипка    | Не вдалося кваліфікуватися | -        |
| 1990                              | Відень           | Міккель Футтруп     | Скрипка    | Не вдалося кваліфікуватися | -        |
| 1992                              | Брюссель         | Марі Рьорбех        | Фортепіано | -                          | -        |
| 1994                              | Варшава          | Фредерік Магле      | Орган      | -                          | -        |
| Не брала участі в 1996-2000 роках |                  |                     |            |                            |          |
| 2002                              | Берлін           | Філіп Беньямін Скоу | Скрипка    | Не вдалося кваліфікуватися | -        |
| Не брала участі в 2004-2024 роках |                  |                     |            |                            |          |

## Країна-господар
| Рік  | Місто      | Місце проведення | Ведучі       |
| ---- | ---------- | ---------------- | ------------ |
| 1986 | Копенгаген | Koncerthuset     | Анетт Фоборг |